# Coupe d'Italie de football 1964-1965
Navigation
Coupe d'Italie 1963-1964 Coupe d'Italie 1965-1966
La Coupe d'Italie de football 1964-1965, est la 18e édition de la Coupe d'Italie.

## Déroulement de la compétition

### Participants

#### Serie A (D1)
Les 18 clubs de Serie A sont engagés en Coupe d'Italie.

#### Serie B (D2)
Les 20 clubs de Serie B sont engagés en Coupe d'Italie.

### Calendrier
| Phase              | Tour          | Dates                   |
| ------------------ | ------------- | ----------------------- |
| Phase préliminaire | 1er tour      | 6 septembre 1964        |
| Phase préliminaire | Tour spécial  | 23 octobre 1964         |
| Phase préliminaire | 2e tour       | 6 janvier 1965          |
| Phase préliminaire | 3e tour       | 14 mars au 7 avril 1965 |
| Phase finale       | 1/4 de finale | 16 avril au 5 mai 1965  |
| Phase finale       | 1/2 finales   | 9 juin 1965             |
| Phase finale       | Finale        | 29 août 1965            |

## Résultats

### Premier tour
| Division     | Club                       | Score      | Club                 | Division     |
| ------------ | -------------------------- | ---------- | -------------------- | ------------ |
| Serie B (D2) | Alexandrie US              | 1 - 2      | Juventus FC          | Serie A (D1) |
| Serie B (D2) | AS Bari                    | 1 - 4 a.p. | US Foggia & Incedit  | Serie A (D1) |
| Serie B (D2) | AC Brescia                 | 2 - 0      | AC Mantoue           | Serie A (D1) |
| Serie B (D2) | AC Hellas Vérone           | 0 - 2      | AC Venise            | Serie B (D2) |
| Serie B (D2) | AC Lecco                   | 2 - 0      | AC Padoue            | Serie B (D2) |
| Serie B (D2) | US Livourne                | 3 - 4      | US Cagliari          | Serie A (D1) |
| Serie B (D2) | Modène FC                  | 2 - 1      | AC Lanerossi Vicence | Serie A (D1) |
| Serie B (D2) | Parme AS                   | 1 - 3      | UC Sampdoria         | Serie A (D1) |
| Serie B (D2) | Potenza SC                 | 0 - 4      | CC Catane            | Serie A (D1) |
| Serie B (D2) | Pro Patria et Libertate SC | 1 - 0      | Varèse FC            | Serie A (D1) |
| Serie B (D2) | AC Reggiana                | 0 - 2 a.p. | Genoa CFC            | Serie A (D1) |
| Serie B (D2) | AC Monza                   | 2 - 1 a.p. | Milan AC             | Serie A (D1) |
| Serie B (D2) | SPAL                       | 3 - 0      | AC Fiorentina        | Serie A (D1) |
| Serie B (D2) | SSC Naples                 | 2 - 1 a.p. | ACR Messine          | Serie A (D1) |
| Serie B (D2) | US Palerme                 | 4 - 3 a.p. | US Catanzaro         | Serie B (D2) |
| Serie B (D2) | AP Trani                   | 0 - 3      | SS Lazio             | Serie A (D1) |
| Serie B (D2) | US Triestina               | 1 - 3      | Atalanta BC          | Serie A (D1) |

### Tour spécial
| Division     | Club       | Score      | Club     | Division     |
| ------------ | ---------- | ---------- | -------- | ------------ |
| Serie B (D2) | SSC Naples | 0 - 0 a.p. | SS Lazio | Serie A (D1) |

### Deuxième tour
| Division     | Club                       | Score               | Club                | Division     |
| ------------ | -------------------------- | ------------------- | ------------------- | ------------ |
| Serie A (D1) | Juventus FC                | 1 - 0               | AC Brescia          | Serie B (D2) |
| Serie B (D2) | AC Lecco                   | 3 - 0               | UC Sampdoria        | Serie A (D1) |
| Serie B (D2) | Modène FC                  | 1 - 1 a.p., 4-5 tab | Atalanta BC         | Serie A (D1) |
| Serie B (D2) | Pro Patria et Libertate SC | 1 - 2 a.p.          | Genoa CFC           | Serie A (D1) |
| Serie B (D2) | AC Monza                   | 2 - 1 a.p.          | AC Venise           | Serie B (D2) |
| Serie B (D2) | SSC Naples                 | 2 - 1 a.p.          | US Foggia & Incedit | Serie A (D1) |
| Serie B (D2) | US Palerme                 | 1 - 0               | CC Catane           | Serie A (D1) |
| Serie A (D1) | US Cagliari                | 1 - 0               | SPAL                | Serie B (D2) |

### Troisième tour
| Division     | Club        | Score      | Club        | Division     |
| ------------ | ----------- | ---------- | ----------- | ------------ |
| Serie A (D1) | Genoa CFC   | 3 - 0      | AC Monza    | Serie B (D2) |
| Serie B (D2) | AC Lecco    | 0 - 2 a.p. | Juventus FC | Serie A (D1) |
| Serie B (D2) | SSC Naples  | 1 - 0      | US Palerme  | Serie B (D2) |
| Serie A (D1) | US Cagliari | 5 - 0      | Atalanta BC | Serie A (D1) |

### Quarts de finale
| Division     | Club              | Score               | Club        | Division     |
| ------------ | ----------------- | ------------------- | ----------- | ------------ |
| Serie A (D1) | AC Torino         | 2 - 0               | Genoa CFC   | Serie A (D1) |
| Serie A (D1) | Bologne FC        | 0 - 0 a.p., 4-5 tab | Juventus FC | Serie A (D1) |
| Serie A (D1) | FC Internazionale | 6 - 3 a.p.          | US Cagliari | Serie A (D1) |
| Serie B (D2) | SSC Naples        | 1 - 2               | AS Rome     | Serie A (D1) |

### Demi-finales
| Division     | Club        | Score               | Club              | Division     |
| ------------ | ----------- | ------------------- | ----------------- | ------------ |
| Serie A (D1) | AS Rome     | 2 - 2 a.p., 6-8 tab | FC Internazionale | Serie A (D1) |
| Serie A (D1) | Juventus FC | 1 - 0               | AC Torino         | Serie A (D1) |

### Finale
| Division     | Club        | Score | Club              | Division     |
| ------------ | ----------- | ----- | ----------------- | ------------ |
| Serie A (D1) | Juventus FC | 1 - 0 | FC Internazionale | Serie A (D1) |